# Mircea Vodă, Dâmbovița
Mircea Vodă este un sat în comuna Sălcioara din județul Dâmbovița, Muntenia, România.
Satul s-a format în 1887, din însurăței, și a constituit începând de atunci o comună de sine stătătoare în plasa Ialomița a județului Dâmbovița.
În 1925, Anuarul Socec a consemnat comuna Mircea Vodă cu 738 de locuitori, în plasa Titu a aceluiași județ.
Ea a fost arondată în 1950 raionului Târgoviște din regiunea Prahova și apoi (după 1952) din regiunea Ploiești. În 1968, a revenit la județul Dâmbovița, dar a fost desființată, satul ei fiind inclus în comuna Sălcioara, din care face parte de atunci.
La recensământul din 18 martie 2002, populația satului Mircea Vodă era de 864 locuitori și satul avea 315 de case. 

## Monumente istorice
Pe Lista monumentelor istorice din Județul Dâmbovița (2004) , în satul Mircea Vodă sunt recenzate următoarele trei obiective:
- Tumulul "Movila Mare”, pe malul drept al râului Ilfov, la 0,25 km V de capătul de NV al satului, epoca bronzului, cultura Monteoru, cod LMI: DB-I-s-B-17077.
- Tumulul "Movila Mică”, pe malul stâng al râului Ilfov, în dreptul Movilei Mari, la limita de NV a satului, perioada de tranziție la epoca bronzului, cod LMI: DB-I-s-B-17078.
- Biserica "Sf. Apostoli Petru și Pavel", construită în anul 1838, cod LMI: DB-II-m-B-17574.[7]